# Metadata Object Description Schema
Das Metadata Object Description Schema (MODS) ist ein XML-Format für bibliografische Metadaten. Es wird als XML-Schema vom Network Development and MARC Standards Office der Library of Congress entwickelt und verwaltet, seit September 2022 liegt es in der Version 3.8 vor.
MODS wurde als Kompromiss zwischen der Komplexität von MARC (einem sehr detaillierten bibliografischen Austauschformat) und dem für viele Anwendungen zu einfachen Dublin Core entwickelt. Deshalb gibt es für viele – aber nicht für alle – MARC-Felder in MODS entsprechende XML-Elemente. Darüber hinaus gibt es in MODS Elemente, die nicht zu MARC kompatibel sind. Die Elemente wurden – im Unterschied zu den Zahlencodes von MARC – in englischer Sprache benannt. Zur Konvertierung zwischen Dublin Core, MARC und MODS stellt die Library of Congress eine Reihe von XSLT-Skripten zur Verfügung.
MODS wird von wenigen Literaturverwaltungsprogrammen unterstützt, darunter BibDesk, JabRef und Zotero. Aber auch in Dokumentenservern kommt das Datenmodell zum Einsatz. So ist MODS z. B. in MyCoRe implementiert. Es gibt darüber hinaus Beispiele für Mapping z. B. aus DSpace nach MODS. Fortgeschrittene und Programmierer können das kommandozeilenorientierte Programmpaket Bibutils nutzen, um via MODS zwischen diversen Formaten (ADS, BibLaTeX, BibTeX, COPAC, EndNote Refer, EndNote XML, PubMed XML, ISI Web of Science, RIS und Microsoft Word 2007 bibliography) zu konvertieren.

## Beispiel
```
<?xml version='1.0' encoding='UTF-8' ?>

<mods
 
version=
"3.3"

    
xmlns=
"http://www.loc.gov/mods/v3"

    
xmlns:xsi=
"http://www.w3.org/2001/XMLSchema-instance"

    
xsi:schemaLocation=
"http://www.loc.gov/mods/v3 http://www.loc.gov/standards/mods/v3/mods-3-3.xsd"
>

    
<titleInfo>

        
<title>
Buch
 
der
 
Lieder
</title>

    
</titleInfo>

    
<name
 
type=
"personal"
>

        
<namePart>
Heine,
 
Heinrich
</namePart>

        
<role>

            
<roleTerm
 
type=
"text"
>
creator
</roleTerm>

        
</role>

    
</name>

    
<typeOfResource>
text
</typeOfResource>

    
<originInfo>

        
<place>

            
<placeTerm
 
type=
"text"
>
Hamburg
</placeTerm>

        
</place>

        
<publisher>
Hoffmann
 
und
 
Campe
</publisher>

        
<dateIssued>
1827
</dateIssued>

    
</originInfo>

    
<language>

        
<languageTerm
 
authority=
"iso639-2b"
 
type=
"code"
>
ger
</languageTerm>

    
</language>

    
<location>

        
<url>
http://de.wikisource.org/wiki/Buch_der_Lieder
</url>

    
</location>

</mods>

```